# Sam Lundwall
Sam Jerrie Lundwall (24 de febrero de 1941) es un escritor, traductor, editor y cantante nacido en Suecia. Tradujo una gran cantidad de artículos relacionados con la ciencia ficción del sueco al inglés. Es uno de los principales promotores del género en su país e internacionalmente. 

## Biografía

### 1970 – 1980
Su debut como escritor tuvo lugar en la década de 1950, cuando escribió para la revista sueca Häpna!. Durante los años 60 se dedicó a la fotografía y a escribir de forma no profesional. También editó un LP llamado Visor i vår tid (Canciones de nuestro tiempo). En 1968 trabajó como productor en la cadena de televisión pública de Suecia STV e hizo un programa sobre ciencia ficción. En 1969 publicó su primer libro sobre la ciencia ficción Science fiction – från begynnelsen till våra dagar (Ciencia ficción: desde los comienzos hasta el día de hoy), que lo llevó a conseguir un trabajo como editor en Askild & Kärnekull (A&K) para sus libros de ciencia ficción. En 1973 seleccionó, junto a Brian Aldiss una antología llamada The Penguin Science Fiction Ómnibus. Ese mismo año dejó su trabajo en A&K y comenzó a trabajar en Delta Förlag, editorial que fundó junto al agente literario Gunnar Dahl. Hasta finales de la década del 80 la editorial publicó alrededor de 200 títulos. Durante los años 90 Sam Lundwall continuó editando ciencia ficción en su propia compañía, Sam Lundwall Fakta Fantasi (Sam Lundwall realidad y fantasía). 
También fue editor de la revista de ciencia ficción Jules Verne magasinet entre 1972 y 2009, además de ser uno de los principales impulsores del “fandom” local. Por ejemplo, organizó convenciones en Estocolmo en los años 1961, 1963, 1975, 1977 y 1979. También fue miembro y presidente (dos veces) de la convención Worldcon, coordinador de la Science Fiction Writers of América y ha llevado a cabo una importante tarea como traductor. 

### Ensayo
- Bibliografía de ciencia ficción y fantasía (ensayo). 1964 <reeditada y actualizada varias veces>
- Bibliografía sobre ciencia ficción y fantasía 1830-1961 (1962)
- Bibliografía sobre ciencia ficción y fantasía 1772-1964 (1964)
- Ciencia ficción: desde los comienzos hasta el día de hoy (1969)
- Ciencia ficción: ¿de que se trata?  (1971)
- Bibliografía sobre ciencia ficción y fantasía 1741-1973. (1974)
- Utopia – Dystopia (1977)
- Bibliografía sobre ciencia ficción y fantasía 1974-1983 (1985)
- Science fiction: An illustrated story (1977)
- Utopías y visiones del futuro <Utopier och framtidsvisioner> (1984)
- Un libro sobre ciencia ficción, fantasía, futurismo, robots, monstruos, vampiros, utopías, distopías y otras cosas extrañas, inesperadas y poco probables <En bok om science fiction, fantastik, futurism, robotar, monster, vampyrer, utopier, dystopier och annat märkvärdigt och oväntat och osannolikt> (1993)
- Bibliografía sobre ciencia ficción y fantasía 1741-1996 (1997)

### Ficción
- Alice's World <El mundo de alicia> (Ace, 1971)
- No Time for Heroes <Sin tiempo para héroes> (1971) a sueco en 1972 como Inga hjältar här
- Bernhard the Conqueror <Bernhard el conquistador> (1973) a sueco en 1973 como Uppdrag i universum
- Mot tidhavets stränder <En las playas del tiempo> (1959-1962)
- Jag är människan  <Yo soy hombre> (1963-1965)
- Visor i vår tid <Canciones de nuestro tiempo> (1966)
- Alice, Alice! (1974)
- 2018 A.D. or the King Kong Blues <2018 D.C. o King Kong Blues> (1975)
- Bernhards magiska sommar <El verano mágico de Bernhards> (1975)
- Mörkrets furste, eller Djävulstornets hemlighet <El príncipe de las tinieblas o El secreto de la torre maldita> (1975)
- Tio sånger och Alltid Lady Macbeth <Diez canciones y por siempre Lady Macbeth> (1975)
- Gäst i Frankensteins hus <Invitado en la casa de Frankestein> (1976)
- Mardrömmen <Pesadilla> (1977)
- Fängelsestaden (1978)
- Flicka i fönster vid världens kan't (1980)
- Crash (1982)
- Tiden och Amélie <El tiempo y Amelié> (1986)
- Frukost bland ruinerna <Desayuno entre las ruinas> (1988)
- Gestalter i sten <Las figuras en la piedra> (1988)
- Vasja Ambartsurian (1990)
- Zap!  (1992)
- Staden vid tidens ände eller Sam Spade i kamp mot entropin <La ciudad en el fin del tiempo o Sam Spade en la lucha contra la entropía> (1993)

### Antologías
- The Penguin World Omnibus of Science Fiction (con Brian Aldiss) (1986)